# Clerodendrum nutans
Clerodendrum nutans là một loài thực vật có hoa trong họ Hoa môi. Loài này được Wall. ex Jack mô tả khoa học đầu tiên năm 1820.